# Pirogowka (obwód astrachański)
Pirogowka (ros. Пироговка) – wieś w Rosji, w obwodzie astrachańskim, w rejonie achtubińskim. W 2010 liczyła 816 mieszkańców.